# Frontière entre le Connecticut et l'État de New York

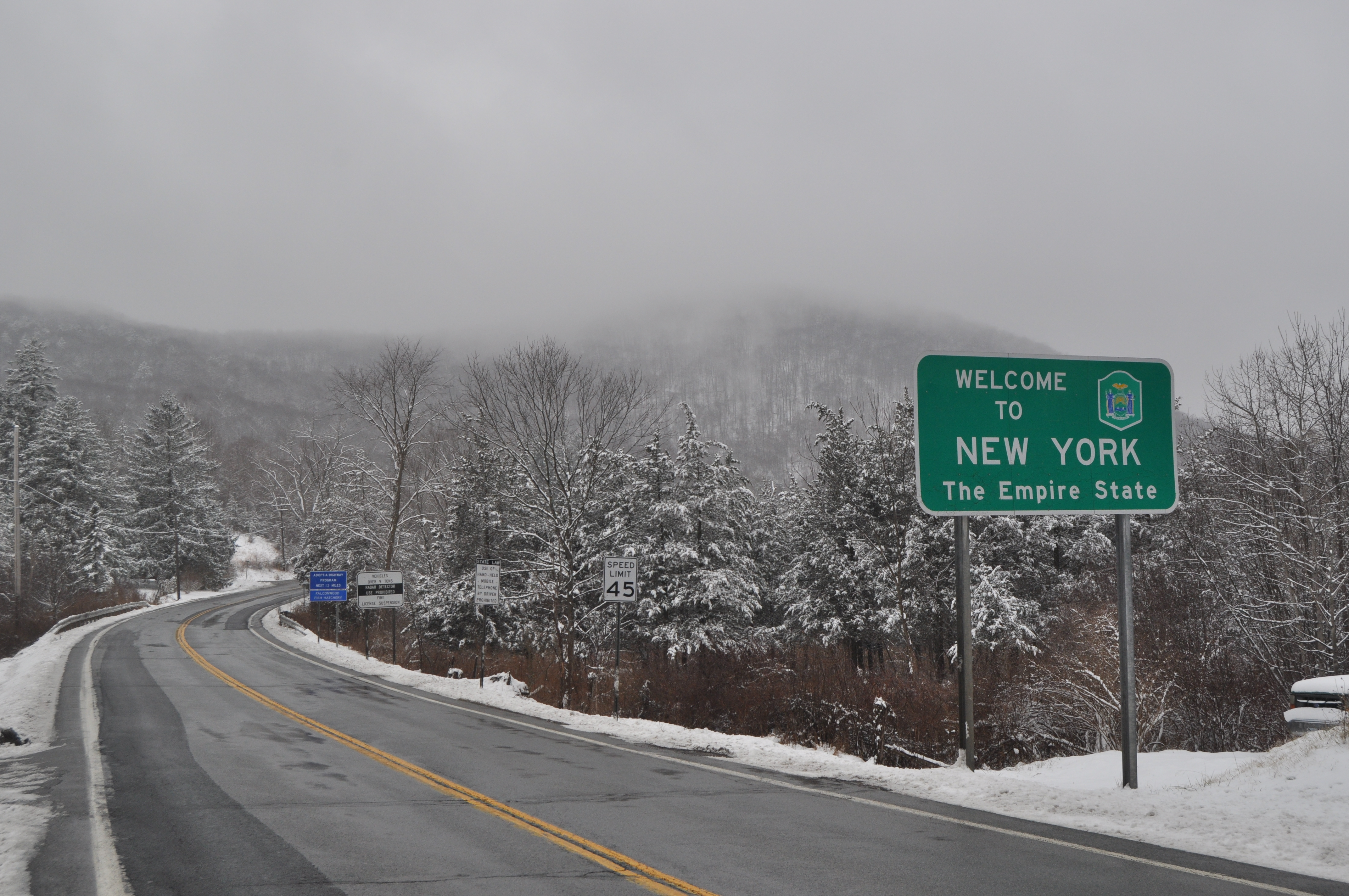
Entrée dans l'État de New York depuis le Connecticut.

La frontière entre le Connecticut et l'État de New York est une frontière intérieure des États-Unis délimitant les territoires du Connecticut à l'est et l'État de New York à l'ouest.
Son tracé débute au niveau du 42e parallèle nord, à Brace Mountain et empreinte une direction rectiligne sud-est jusqu'à l'est du lac Oscaleta. Ensuite, elle se dirige vers le sud-est jusqu'à l'ouest de  Kent's Pond, puis prend une direction perpendiculaire à la précédente vers le sud-ouest jusqu'au Cooney Hill, puis prend une seconde fois une direction perpendiculaire vers le sud-est jusqu'à la ville de Byram et la contourne à l'ouest par la Byram River pour aboutir dans le Long Island Sound.
L'ensemble de ce tracé a été définitivement fixé en 1731 mettant ainsi fin à une série de disputes frontalières (en) entre la province de New York et la colonie du Connecticut qui durait depuis 1638. 